# Abramowice Prywatne
Abramowice Prywatne is een plaats in het Poolse district  Lubelski, woiwodschap Lublin. De plaats maakt deel uit van de gemeente Głusk en telt 350 inwoners.